# Jive Bunny and the Mastermixers
Jive Bunny and the Mastermixers é uma série de álbuns de áudio (incluindo singles e outros) que procuram fazer "medley" ou "mix" das chamadas "pop oldies".
"Pop oldies", pois a maioria dos mix de Jive Bunny and the Mastermixers procura juntar canções de rock and roll, rockabilly, doo wop, twist e surf music para fazer um megamix fazendo uso de samplers e sintetizadores. Um álbum ou outro também contém mix de Blues e outros ritmos, como o Swing e música pop.
Cada canção utiliza um sampler de tema instrumental para juntar as canções antigas em conjunto, da mesma forma como megamixes de dance music. Swing the Mood, começou com a famosa canção de Glenn Miller In The Mood (uma gravação que remonta a 1939), seguido imediatamente pela rítmica reedição de Rock Around the Clock de Bill Haley & His Comets e Tutti Frutti de Little Richard e "Wake Up, Little Susie" de The Everly Brothers.
Swing the Mood ficou em primeiro lugar por cinco semanas nas paradas de sucesso do Reino Unido em 1989 e, depois, fez bastante sucesso nos Estados Unidos.
"That's What I Like" com instrumental Hawaii Five-O do The Ventures (música-tema do seriado de televisão de mesmo nome), com trechos de rock junto com hits como  "The Twist" de Chubby Checker e "Shout, Shout (Knock Yourself Out)" de Ernie Maresca. "Let's Party" (lançado originalmente em os EUA como "March of the Mods") usa "March of the Mod" (também conhecida como Dança Finnjenka), junto com "Runaway" de Del Shannon e "Come Back My Love" de The Wrens, entre outros.
Os medleys originais para o mercado europeu apresentava gravações originais pelos artistas originais. Impedidos legalmente de usar algumas das gravações originais na América, a versão americana do Jive Bunny substituiu regravações das mesmas canções por artistas como Bill Haley, Del Shannon, entre outros.
A ideia original para o projeto veio de Les Hemstock e do DJ Mastermix.
Andy Pickles então tomou a frente. Entre os outros membros, John Pickles (seu pai) nunca foi citado como membro da banda, mas era o dono da gravadora e gerente da banda; Rebecca Male, que tinha um relacionamento com John Pickles, esteve bastante envolvida na produção dos medleys.
Por exemplo, o álbum "Can Can you party" é composto de 6 megamixes em seis faixas. A primeira faixa, "Can Can You Party" faz mix de canções da década de 1950 até a de 1970. A quinta faixa deste álbum, "Chuck Berry Medley" traz apenas canções e sucessos de Chuck Berry, formando um mega "medley".
Alguns álbuns de Jive Bunny chegaram a ter canções por outros interpretes, e não apenas recorrendo ao uso de "montagem". Estas interpretações são "covers" e são bastante frequentes. E alguns álbuns tem faixas apenas compostas de mix, e outros de canções inteiras. Nestes álbuns de canções inteiras, é chamado "mix" porque contém uma grande variedade de canções num só álbum, e também porque quando uma faixa acaba, a outra começa logo no mesmo segundo, ou milésimo, assim formando de duas formas um mix, mas com canções inteiras: uma ideia bastante criativa. 
Jonh Pickles e Ian Morgan são alguns dos criadores e produtores deste projeto famoso, que vendeu, em um certo período, 15 milhões de cópias. Andrew Pickles e Andy Pickles também. As gravadoras de Jive Bunny foram Music Factory, Metro Music, Phanton, e outras.
Jive Bunny and the Mastermixers também conseguiu muitos recordes. Foi o terceiro grupo que conseguiu chegar ao topo das paradas do "Uk Singles Chart" com os três primeiros singles (os outros sendo Gerry & The Pacemakers e Frankie Goes to Hollywood). Alem desse recorde, singles como "Can Can You Party" e "That´s Sounds Goods to me" também fizeram muito sucesso no Reino Unido, mesmo após o declino de Jive Bunny nas posições dos charts.